# Air New Zealand Link
Air New Zealand Link — єдиний бренд трьох новозеландських регіональних авіакомпаній, під яким виконуються другорядні за значенням внутрішні рейси Air New Zealand. Такі рейси з'єднують центри регіонів з трьома найбільшими міжнародними аеропортами Нової Зеландії.

## Історія
Air New Zealand Link була утворена в 1991 році шляхом купівлі національним перевізником Нової Зеландії Air New Zealand трьох регіональних авіакомпаній — Air Nelson, Eagle Airways і Mount Cook Airline. Компанія була змушена піти на такий крок через посилення конкуренції на внутрішньому ринку: у 1986 році уряд Нової Зеландії дозволив іноземним авіакомпаніям виконувати регіональні авіарейси на території країни, а вже в 1987 році був створений великий регіональний перевізник Ansett New Zealand.
Авіакомпанії були придбані в такому порядку:
- Mount Cook Airline — первісна частка була придбана в 1980 році після смерті засновника і першого власника[2], 5 грудня 1983 року збільшена до 30 %, потім, в жовтні 1985 — до 77 %, і, нарешті, 18 квітня 1991 року доведено до 100 %[3].
- Air Nelson — частка в 50 % куплена в жовтні 1988 року, 50 % викуплені в 1995 році[4].
- Eagle Airways — частка в 50 % куплена в жовтні 1988 року, доведена до 100 % у 1995 році[5].

З моменту вступу материнської компанії до глобального авіаційного альянсу Star Alliance в березні 1999 року Air New Zealand Link є його афілійованим членом.
У 2014 році Air New Zealand оголосила про реструктуризацію своєї регіональної маршрутної мережі. Ця стратегія, зокрема, передбачає закриття рейсів в деякі міста, висновок з експлуатації Beechcraft 1900D і скасування Eagle Airways — однієї з авіакомпаній, що працює під торговим знаком Air New Zealand Link, — до серпня 2016 року.

## Флот
За станом на 31 серпня 2015 року під торговою маркою Air New Zealand Link працювали такі літаки:
У різні періоди своєї історії компанія також експлуатувала Embraer E110 (отримані від Eagle Airways), BAe 146 (використовувалися в Mount Cook Airline) і Saab 340 (обслуговували рейси Air Nelson).